# П'янковська сільська рада
П'янко́вська сільська рада (рос. Пьянковский сельский совет) — сільське поселення у складі Білозерського району Курганської області Росії.
Адміністративний центр — село П'янково.
Населення сільського поселення становить 231 особа (2017; 329 у 2010, 514 у 2002).

## Склад
До складу сільського поселення входять:
| Населений пункт         | Населення, осіб (2002) | Населення, осіб (2010) |
| ----------------------- | ---------------------- | ---------------------- |
| Малий Камаган, присілок | 170                    | 85                     |
| П'янково, село          | 344                    | 244                    |